# 강남세브란스병원
강남세브란스병원(영어: Gangnam Severance Hospital)은 1983년에 개원한 연세대학교 의료원의 병원이자 대한민국의 종합병원이다.

## 연혁
- 1983년 4월 연세대학교 부속 영동병원 개원
- 1985년 4월 영동세브란스병원으로 개칭
- 2009년 2월 강남세브란스병원으로 개칭

## 같이 보기
- 세브란스병원
- 원주기독병원